# Кам'яне (Запорізький район)
Кам'яне́ — селище в Україні, у Матвіївській сільській громаді Запорізького району Запорізької області. До 2020 року орган місцевого самоврядування — Кам'яна селищна рада. Населення складає 1100 осіб (станом на 1 листопада 2024).

## Географія
Селище Кам'яне розташоване за 26 км від обласного та районного центру, 15 км від міста Вільнянська (автошляхом Н15), за 1 км від правого берега річки Мокра Московка. Вище за течією за 4,5 км розташоване село Купріянівка. За 1,5 км розташоване село Дружелюбівка. Селом тече пересихаючий струмок Скелювате із загатами. Найближча залізнична станція Янцеве (за 4 км).
Площа селища — 1542 га, налічується 327 домогосподарств.

## Історія
У 1886 році на землях поміщика Янцена був заснований хутір Труженік. Поблизу нього — хутір Воздвиженка, де розпочались розробки граніту, господарем яких був поміщик Янцен. У 1893 році прокладена під'їзна залізнична колія до гранітного кар'єру. У 1922 році утворена артіль «Каменотес».
У 1917 році селище перебувало у складі Української Народної Республіки. Внаслідок поразки Перших визвольних змагань село тривалий час було окуповане більшовицькими загарбниками.
У 1932—1933 роках хуторяни зазнали сталінського геноциду.
22 вересня 1943 року хутори були захоплені Червоною армією в ході німецько-радянської війни. У 1945 році хутори Труженік та Воздвиженка об'єднані в єдине селище, яке отримало назву Кам'яне.
З 24 серпня 1991 року селище у складі Незалежної України. 5 березня 2015 року в селищі було демонтований пам'ятник Леніну.
12 червня 2020 року, відповідно до розпорядження Кабінету Міністрів України № 713-р «Про визначення адміністративних центрів та затвердження територій територіальних громад Запорізької області», Кам'яна селищна рада об'єднана з Матвіївською сільською громадою.
17 липня 2020 року, в результаті адміністративно-територіальної реформи та ліквідації Вільнянського району, селище увійшло до складу новоутвореного Запорізького району.
26 січня 2024 року набув чинності Закон України № 3285-IX, який передбачає дерадянізацію адміністративно-територіального устрою України, то ж селище міського типу Кам'яне набуло статусу селища.

## Населення

### Чисельність
| 1959 | 1989 | 2001 | 2016 |
| ---- | ---- | ---- | ---- |
| 883  | 1617 | 1305 | 1223 |

### Мова
Розподіл населення за рідною мовою за даними перепису 2001 року:
| Мова            | Кількість | Відсоток |
| --------------- | --------- | -------- |
| українська      | 1154      | 87.89%   |
| російська       | 156       | 11.87%   |
| білоруська      | 1         | 0.08%    |
| румунська       | 1         | 0.08%    |
| інші/не вказали | 1         | 0.08%    |
| Усього          | 1313      | 100%     |

## Інфраструктура
У селищі працює дев'ятирічна школа, будинок культури, амбулаторія.

## Пам'ятки
- Братська могила вояків Червоної армії (у центрі селища).
- Пам'ятник на честь полеглих працівників підприємства «Янцівський гранітний кар'єр» (біля адміністративного корпусу).